# 各務村
各務村（かかみむら）は、岐阜県稲葉郡にあった村である。
合併して稲葉郡鵜沼町になり、現在は各務原市の北部・中部である。現在の地名は、各務、各務おがせ町、各務西町、各務東町、各務船山町、各務山の前町、蘇原新生町、蘇原中央町、鵜沼各務原町などである。かつての村役場は現在の各務原市各務福祉センターの場所である。
村名は、古代からのこの地の地名に由来する。『各務村史』によれば、古代に鏡作部（かがみつくりべ、銅鏡などの鏡を作る特殊技能集団）がいたことからという（別説もある）。

## 地理
北西の船山、北の御坊山、北東の北山、南東の愛宕山に囲まれ、中央の低地を境川が流れている。中山道が通っていて、苧ヶ瀬池や郷戸池などの溜池が多い。

## 歴史
- 1601年（慶長6年） - 菅沼定仍（伊勢長島藩）領となる[1]。
- 1621年（元和7年） - 天領となる[1]。
- 1832年（天保3年） - 各務郡の天領の中で、御膳籾111石余り、御廻籾4石余りと最も高い賦課が行われていた[2]。
- 1645年（正保期） - 石高が1529.955石[3]。
- 1834年（天保5年） - 石高が1558.693石[4]。
- 明治初期 - 各務村の集落（約20）を3つの集落（上組・中組・下組）にまとめる。後に松連・竹連・梅連に変更されるが、名称の問題でもめたため、東組（東洞、西洞、木戸、山之前）、中組（北島、宮之前、城之屋敷、会津、池端）、西組（南温井、北温井、国庄、金山、駒場）とする[5]。
- 1876年（明治9年） - 鵜沼村と合わせて大区が1、小区が15[6]。
- 1889年（明治22年）7月1日 - 町村制により成立。
- 1897年（明治30年）4月1日[7] - 各務郡、厚見郡、方県郡（一部）が合併し、稲葉郡となる。
- 1897年（明治30年）4月1日 - 旧来の各務村と陶器所村から変わった須衛村が合併し発足。旧来の各務村の東組、中組、西組を合併し各務区、旧来の須衛村を須衛区とする[5]。
- 1923年（大正12年）4月3日 - 現在の各務おがせ町5丁目に村役場ができる。南に玄関、東に納屋と駐在所があった。
- 1955年（昭和30年）4月1日 - 稲葉郡鵜沼町と合併し、改めて鵜沼町が発足。同日各務村廃止。

## 小・中学校
- 各務村立各務小学校 （現・各務原市立各務小学校）
- 各務村立各務中学校 （1961年に鵜沼町立鵜沼中学校に統合。現・各務原市立鵜沼中学校）

## 交通機関
- 国鉄高山本線
  - 各務ケ原駅
- 名古屋鉄道各務原線
  - 名電各務原駅、競馬場前駅（1939年廃止）、苧ヶ瀬駅

## 観光地
- 山中不動
- 村国神社
- 村国座
- 苧ヶ瀬池
- 寒洞池
- 郷戸池
- 勘洞池
- 金山池
- 鴨ヶ池
- 天狗谷遺跡
- 西之野遺跡
- 船山北古墳群
- 村国古墳群
- 洞東古墳群
- 各務山北古墳群
- 山の前古墳群
- 天野古墳群
- 洞ひさご型古墳
- 御林古墳
- 郷戸古墳
- 社宮司遺跡 - 弥生土器や須恵器が出土。